# Passaliolla cancellata
Passaliolla cancellata är en skalbaggsart som beskrevs av Bates 1887. Passaliolla cancellata ingår i släktet Passaliolla och familjen Aphodiidae. Inga underarter finns listade i Catalogue of Life.